# Rumunské euromince
O vzhledu rumunských euromincí ještě nebylo rozhodnuto, ale už bylo uzákoněno, že budou obsahovat státní znak Rumunska.[zdroj?]
Rumunsko se stalo členem Evropské unie 1. ledna 2007 a výhledově (snad v r. 2029) plánuje přijetí eura poté, co splní kritéria pro vstup do Eurozóny. Do té doby bude používat svou stávající měnu – rumunský leu.

## Přijetí eura
Euro v Rumunsku mělo začít platit od roku 2024, nyní je plán zavedení posunut k r. 2029. Datum přijetí eura v Eurozóně nestanovily zatím Dánsko, Švédsko, Česká republika, Polsko a Maďarsko.